# Relaciones Internacionales

La Organización de las Naciones Unidas es uno de los organismos interestatales más representativos de las relaciones internacionales en la actualidad

Las relaciones internacionales o estudios internacionales son el conjunto de estudios que tratan los asuntos extranjeros y las grandes cuestiones del sistema internacional en materia política, económica, jurídica y diplomática: el papel de los Estados, el de las organizaciones internacionales, el de las organizaciones no gubernamentales (ONG), el de las empresas multinacionales y cualquier otro actor internacional. 
Según Rafael Calduch, son «todas aquellas relaciones sociales, y los actores que las generan, que gozan de la cualidad de la internacionalidad por contribuir de modo eficaz y relevante a la formación, dinámica y desaparición de una sociedad internacional considerada como una sociedad diferenciada».
Así, «relaciones internacionales» puede aplicarse tanto al objeto de estudio como a la disciplina académica. En español, por eso se asigna el nombre en minúsculas al conjunto de relaciones ya señaladas y en mayúsculas —Relaciones Internacionales— al corpus académico. Si bien la perspectiva inicial fue histórico-política, en la actualidad, se privilegian el resto de los componentes como los económicos, culturales, sociológicos, entre otros.
Aunque se le ha considerado una rama de las ciencias sociales, no tienden a resaltar esta disciplina como un campo de estudio interdisciplinario, ni multidisciplinario, ni transdisciplinario. Si bien las relaciones internacionales han sido estudiadas desde la época de Tucídides, su origen ontológico refiere a los estudios formales que dieron paso a la creación de una licenciatura universitaria, y con ello, en una disciplina definida, sucedió hasta el siglo XX.
Su campo de aplicación es amplio, destacándose el análisis y formulación de la política exterior de los Estados. Asimismo, existen otros campos como el de las ciencias políticas, la antropología, la geopolítica, el derecho internacional, la geografía humana, la economía política internacional, la sociología, por mencionar algunas. Este campo se basa en la aplicación y estudio de las disciplinas que conforman las relaciones internacionales: el derecho, la política, la sociología o la economía, así como el desarrollo internacional sistemático de estas. Por esta razón los licenciados y los expertos en el estudio de las relaciones internacionales son también expertos en economía y ciencias políticas.
En la actualidad, destacan los siguientes temas revisados por esta disciplina: la globalización, el Estado, el terrorismo y el crimen organizado, el nacionalismo, el desarrollo económico, las finanzas internacionales, los derechos humanos, y otros. Los estudiosos de esta doctrina son conocidos como «internacionalistas» o politólogos.
Por extensión, el término «relaciones internacionales» también se aplica al ámbito o espacio donde se establecen y desarrollan dichas relaciones entre Estados y/o entre organismos internacionales.
La teoría de las relaciones internacionales intenta proveer de un modelo conceptual sobre el cual sean analizadas las relaciones internacionales, sus implicaciones y la forma en que se estudia y entiende la participación de los actores y su influencia en el sistema internacional. Cada teoría ayuda a comprender el nacimiento de las relaciones internacionales como área disciplinaria independiente dentro de la ciencia política, y sus profundos cambios y reflexiones hasta la actualidad. Cada una de ellas es reductiva y esencialista en diferentes grados, basándose respectivamente en diferentes conjuntos de suposiciones. Las teorías de las Relaciones Internacionales actúan como un par de anteojos de color, permitiéndole al observador ver solo los eventos relevantes a cada teoría. Un adherente del realismo puede pasar por alto completamente un evento que un constructivista defina como crucial, y viceversa.
El número y carácter de los supuestos hechos por una teoría determina, asimismo, su utilidad. El realismo, teoría parsimoniosa y esencialista, es útil al revisar acciones históricas (por ejemplo: por qué X invadió a Y), pero limitada tanto en explicar cambios sistémicos (como el fin de la Guerra Fría). El liberalismo, por su parte, examina un número muy amplio de condiciones, y es bastante perspicaz para analizar eventos pasados. Ninguna de estas teorías es para predecir eventos futuros, ya que al presuponerse «científicas» asumen la idea de que la ciencia explica el presente y los comportamientos, no predice el futuro. Para eso está la prospectiva, que también suele usarse en la ciencia de las relaciones internacionales.
Las teorías de las relaciones internacionales pueden ser catalogadas en debates teóricos, en los cuales distintas visiones sobre la disciplina se enfrentan, presentando formas de pensar en conflicto, aunque no excluyentes. Algunas de estas teorías son el constructivismo, el institucionalismo, el marxismo, el neogramscianismo, entre otras. Sin embargo, dos escuelas positivistas son las más prevalentes: el realismo y el liberalismo.

## Perspectiva histórica

### Historia
En términos generales, la tradición sitúa el comienzo de las relaciones Internacionales en la Paz de Westfalia de 1648, momento en el que surge el Estado moderno. Anteriormente, la organización política de la Europa medieval reposaba bajo un vago orden religioso jerarquizado. Los tratados de Westfalia son instituidos bajo el concepto legal de soberanía, es decir, las legislaciones nacionales son la última autoridad en el interior del territorio nacional: no tienen parangón entre los conciudadanos ni normas de superior rango en el exterior. Si en las antiguas Grecia o Roma la autoridad de las ciudades estaban en torno a ellas, solo hasta el sistema de Westfalia se desarrolla la noción de soberanía nacional.
La Paz de Westfalia impulsó la construcción de los Estados nación independientes a través de la institucionalización de la diplomacia y de los ejércitos. Este sistema europeo fue exportado hacia América, África y Asia a través de la colonización. El sistema actual resulta de las descolonizaciones que tuvieron lugar durante la Guerra Fría. Si el Estado nación es considerado «moderno», varios Estados no lo han adoptado, mientras que otros que lo han hecho podrían ser calificados como «posmodernos». La relaciones internacionales modernas intentan explicar las relaciones entre estos diferentes tipos de Estados en cuestión. Los «niveles de análisis» constituyen un modo de abordar el sistema internacional e incluyen: un nivel individual, el del Estado, el de los asuntos trasnacionales e intergubernamentales, y un nivel mundial global.
Esto, que es explícitamente reconocido como la teoría de las relaciones internacionales, no se desarrolla antes de la Primera Guerra Mundial. En cualquier caso, la teoría de las Relaciones Internacionales ha sido alimentada por las aportaciones de otras áreas. Numerosos autores citan la historia de las guerras del Peloponeso de Tucídides como el punto de partida de la teoría realista que es seguida por el Leviathan de Thomas Hobbes y El príncipe de Maquiavelo. De modo similar, la teoría liberal de las Relaciones Internacionales ha sido influida por Emmanuel Kant y por Jean Jacques Rousseau. Sin embargo, la noción actual de los derechos del Hombre es considerablemente diferente de la sostenida por los seguidores de la ley natural que fue testigo de los primeros esfuerzos emprendidos para afirmar ciertos derechos generales sobre la base de una humanidad común. Por otra parte, en el siglo XX, el marxismo ha tenido una cierta influencia sobre la fundación de la disciplina de las Relaciones Internacionales. Por otra parte, la visión de las relaciones internacionales en la era moderna ha sido influenciada por la teoría liberal, sobre todo en el periodo que sucedió al fin de la Guerra Fría.
Para Latinoamérica, la creación del Programa de Estudios Conjuntos sobre las Relaciones Internacionales de América Latina (RIAL), en 1977, representa un hito importante en la historia del estudio de las relaciones internacionales en la región. Su presencia puso en diálogo a un campo de estudio en proceso de consolidación como ciencia autónoma, en el marco de las ciencias sociales de la región, con Estados Unidos y Europa, y ayudó así a dar reconocimiento a la región como un área de importante madurez dentro del ámbito de los estudios sociales y de la política internacional en particular.

### Estudio de las relaciones internacionales
Inicialmente, las relaciones internacionales vistas como un campo de estudios distintos fue una especificad británica. La primera cátedra de Relaciones Internacionales fue creada en Gales en 1919 en la Universidad de Aberystwyth como la cátedra Woodrow Wilson y confiada a Alfred Eckhard Zimmern gracias a la donación de David Davies. A comienzos de los años veinte otra cátedra fue igualmente creada en la London School of Economics a petición del premio Nobel Noël-Baker. La primera universidad consagrada plenamente a las Relaciones Internacionales fue el Institut de hautes études internationales, fundado en 1927 en Ginebra por William Rappard. Tenía por objetivo formar los diplomáticos asociados a la Sociedad de Naciones y fue uno de los primeros en expedir doctorados en Relaciones Internacionales.
La Edmund A. Walsh School of Foreign Service de la Universidad de Georgetown es la facultad más antigua dedicada a las Relaciones Internacionales de los Estados Unidos. El Committee on International Relations de la Universidad de Chicago fue en 1928 la primera en expedir diplomas universitarios en estos campos. Entre las otras escuelas podemos citar: la School of International Service de la Universidad Americana, la School of International and Public Affairs de la Columbia University, la School of International Relations de la Universidad de St Andrews, la Elliot School of International Affairs de la George Washington University, la Fletcher School de la Tufts University y la Woodrow Wilson School of Public and International Affairs de la Princeton University.
Entre otras cosas en forma general como licenciado en relaciones internacionales podrás:
- Desarrolla actividades de inteligencia estratégica, sobre temas de política exterior, relaciones internacionales y seguridad internacional.
- Detecta y analiza un problema internacional, sus causas y posibles consecuencias, y plantea alternativas de solución.
- Fomenta la aproximación y la comunicación con los diferentes actores de la sociedad internacional.
- Desempeña actividades de representación del país en foros internacionales de carácter gubernamental y no gubernamental.
- Desarrolla actividades públicas y privadas en el campo de las relaciones comerciales externas.
- Diseña y evalúa planes, programas y proyectos sectoriales vinculados con la cooperación técnica internacional.
- Asesora y brinda apoyo en los procesos de elaboración y sanción de las leyes, en temas relativos a la política exterior y las relaciones internacionales.
- Desarrolla actividades de investigación en el campo de las Relaciones Internacionales en instituciones públicas y privadas, del país o del exterior
- Realiza tareas de asesoramiento en los medios de comunicación visuales, orales y escritos, sobre temas vinculados a las relaciones internacionales.
- Realiza actividades de consultoría privada sobre la situación internacional para la toma de decisiones.
- Desarrolla actividades políticas en el ámbito de los partidos políticos, instituciones sectoriales y organizaciones no gubernamentales.
- Participa en la administración de instituciones de carácter internacional.

## El estudio de las relaciones internacionales desde el ángulo de la política

### Liberalismo
El precursor de la teoría liberal de las relaciones internacionales fue el idealismo; sin embargo, este término fue aplicado de manera crítica por aquellos que se veían a sí mismos como «realistas», caso de Edward Hallett Carr. El liberalismo sostiene que las preferencias del Estado, más que sus capacidades, son el determinante primordial de su comportamiento. A diferencia del realismo, donde el Estado es visto como un actor unitario, el liberalismo permite la pluralidad en las acciones del Estado. Así, las preferencias variarán entre los Estados, dependiendo de factores tales como su cultura, sistema económico o tipo de gobierno. El liberalismo también sostiene que la interacción entre Estados no está limitada a la seguridad política, sino también a aspectos económicos y culturales.

### Idealismo
El final de la Primera Guerra Mundial implicó una revolución paradigmática en el estudio de la política mundial. Dos perspectivas muy dispares sobre las relaciones internacionales como eran el marxismo y el nacionalsocialismo o fascismo, competían entre sí. No obstante, la perspectiva conocida como idealismo político, liderada por Woodrow Wilson, comenzó a dominar los estudios sobre las relaciones internacionales.

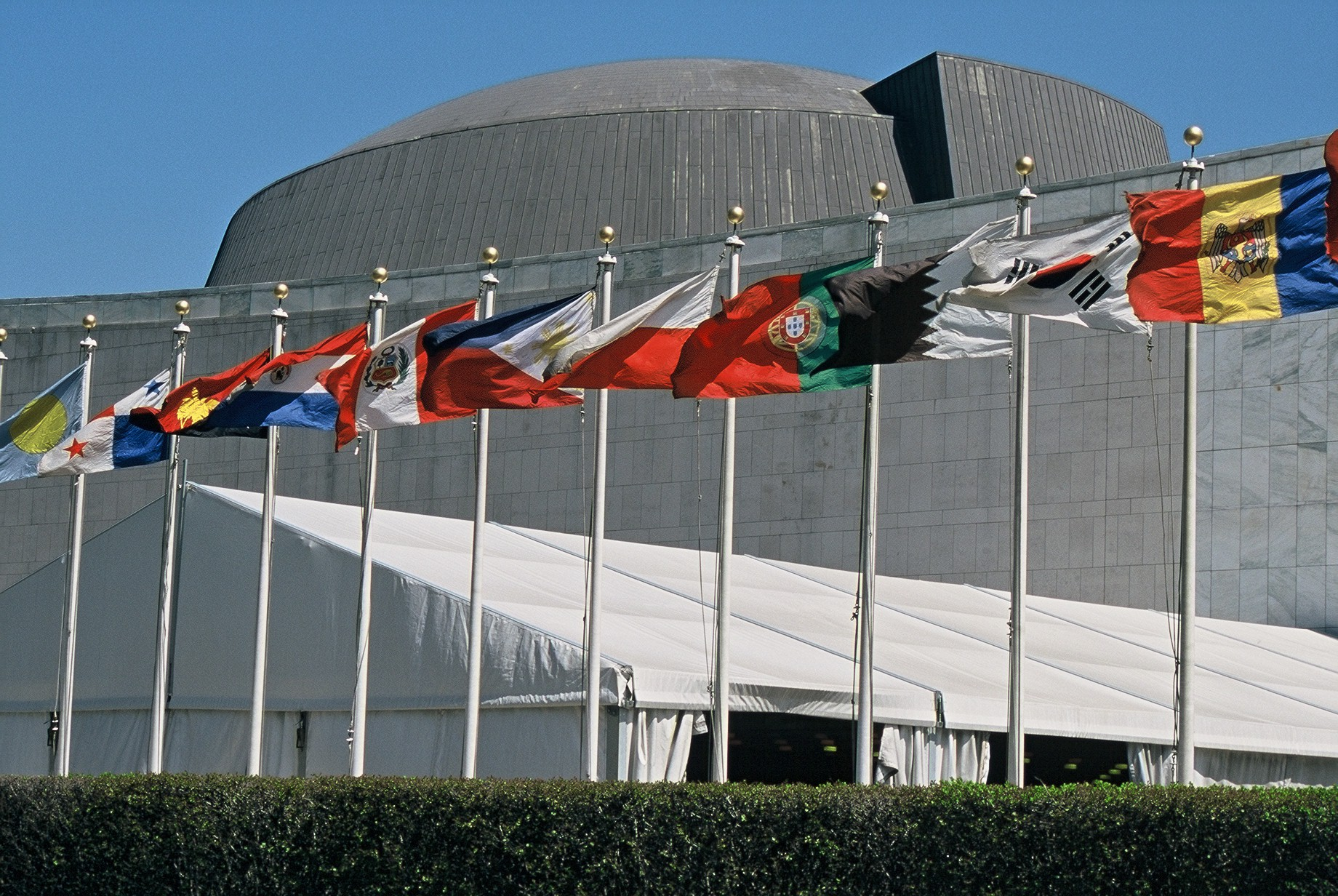
Banderas de los Estados miembros de Naciones Unidas en la sede principal de Nueva York.

Los programas principales de reformas idealistas consistían principalmente en tres grupos. Un grupo abogaba por la creación de instituciones internacionales para reemplazar el sistema anárquico de equilibrio de poder que predominaba la época anterior a la Primera Guerra Mundial. Este nuevo sistema estaría basado en el principio de la seguridad colectiva, el cual pretende que un acto de agresión por parte de cualquier Estado sería percibido como agresión hacia todos los Estados. La Sociedad de Naciones encarnó este principio, al reflejar el énfasis idealista en la posibilidad de la cooperación internacional como mecanismo principal para resolver problemas globales. Un segundo grupo de programas idealistas subrayaba el control legal de la guerra. Se buscaba resolver disputas a través de mecanismos legales, tales como la mediación y el arbitraje. Ejemplos de estos programas fueron la Corte Permanente de Justicia Internacional y la ratificación del Pacto Kellog-Briand de 1928, el cual prohibía la guerra como instrumento de política nacional. Un tercer grupo de programas idealistas se concentraba en reducir la inversión armamentista de los Estados a través de acuerdos de control de armas y otros medios.

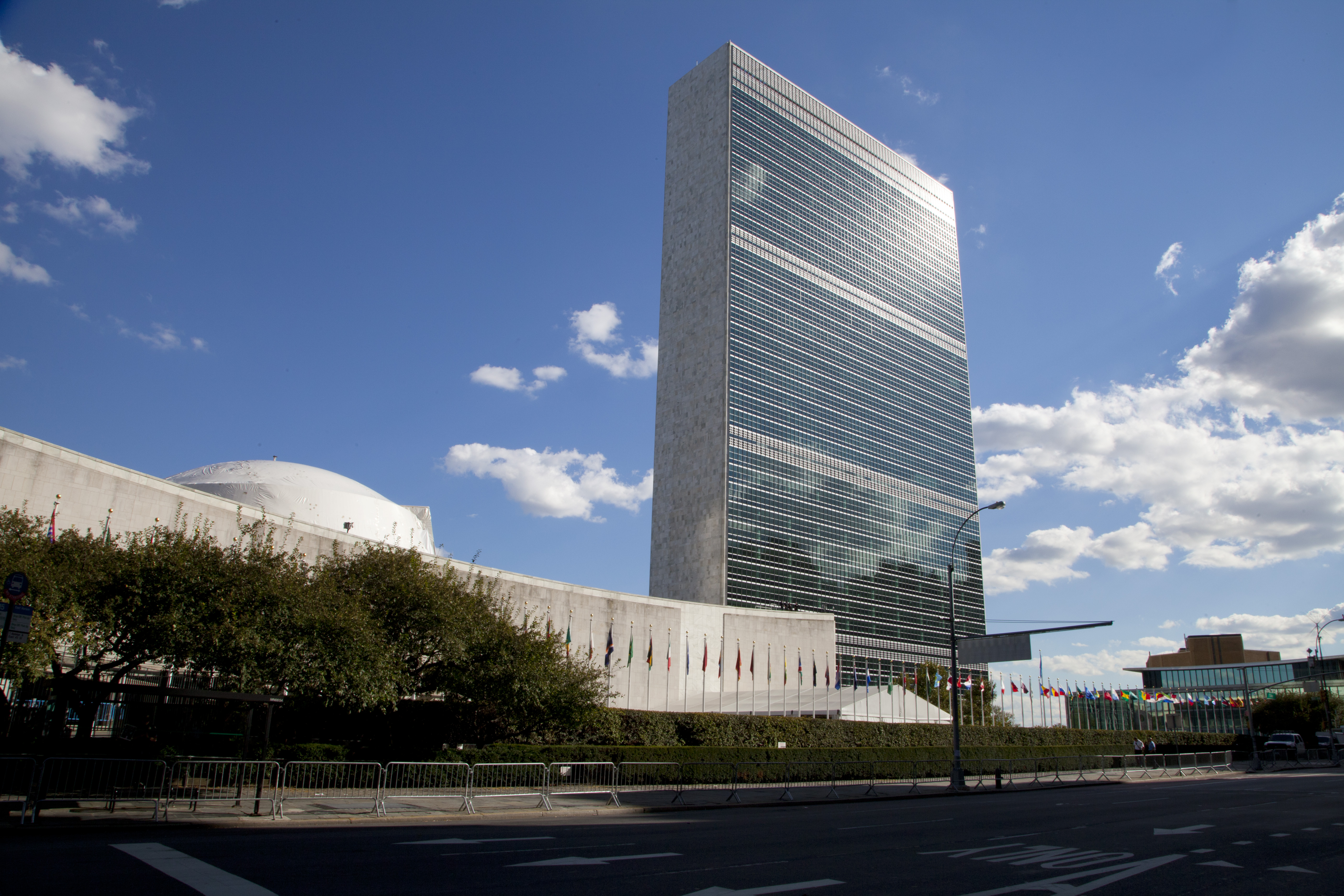
Sede de la Organización de las Naciones Unidas en Nueva York.

### Realismo político
El realismo como teoría política se construyó a base de entender la Historia como el resultado de la tendencia natural del ser humano a codiciar el poder y desear la dominación de otros. Siguiendo este supuesto, se determinó que la posibilidad de erradicar el instinto por el poder es una aspiración utópica. Esto lleva a percibir la política internacional como una lucha interminable por el poder entre los actores en el escenario internacional que intentan dominar el mundo y aquellos que intentan resistir este dominio externo.
El realismo político asume que el Sistema Internacional es anárquico, en el sentido de que no existe una autoridad superior a los Estados capaz de regular efectivamente las relaciones entre ellos. Además, supone que los Estados soberanos son los actores principales que componen el Sistema Internacional en vez de serlo las instituciones internacionales, organizaciones no gubernamentales o corporaciones multinacionales. Según el realismo, cada Estado es un actor racional que busca maximizar su posición política dentro del sistema mediante la acumulación de recursos de poder militares. Estos intentos de maximizar el poder llevan en última instancia a un equilibrio de poder entre los actores y a la estabilidad en el Sistema Internacional.

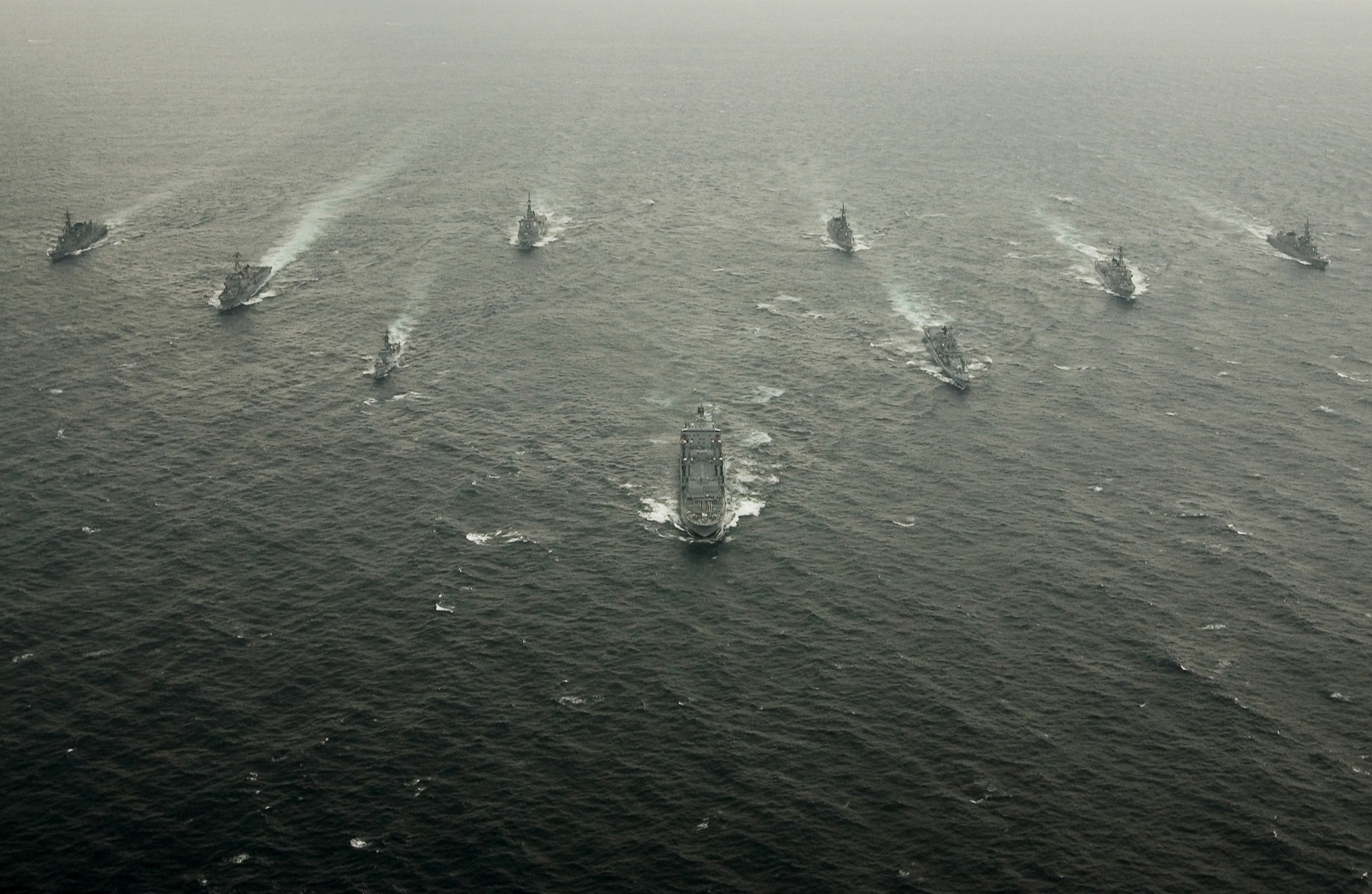
Ejercicios militares llevados a cabo en 2007 por India, Japón y Estados Unidos.

Esta perspectiva realista, también conocida como realismo clásico, comenzó a formularse en las décadas de 1940 y 1950 bajo las tensiones crecientes de la Guerra Fría entre los Estados Unidos y la Unión Soviética. Los postulados del realismo clásico acerca de que la estructura del sistema internacional y el deseo de acumular poder determinan el comportamiento de todos los Estados parecían muy persuasivas, considerando el ambiente de la época.
En los años siguientes, el realismo clásico comenzó a ser atacado por críticos que apuntaban hacia comportamientos en el sistema internacional que no podían explicarse adecuadamente por los argumentos realistas. Por ejemplo, las nuevas instituciones que cobraban vigor en Europa Occidental, en donde predominaba la búsqueda cooperativa de lograr ventajas mutuas en vez de intentos individuales de maximizar poder, resultaban contrarias a los supuestos del realismo clásico.
A pesar de estas críticas, el realismo continúa teniendo relevancia a través de nuevas teorías realistas ajustadas a la actualidad contemporánea. Por ejemplo, el neorrealismo o realismo estructural propone que la estructura del Sistema Internacional, en vez del deseo de acumular poder, dicta exclusivamente las decisiones de política exterior de los líderes políticos.
La obra de Hans Morgenthau, especialmente Política entre las naciones, se considera una síntesis representativa del realismo político.

#### Corrientes que derivan del realismo político
- Realismo clásico: la concepción de este enfoque sería decir que la política posee leyes invariables enraizadas en la naturaleza humana, donde el ansia de poder para alcanzar intereses de contenido variable es muy amplia y fuerte. Además hay un cálculo racional de costes y beneficios para la política nacional. Aquí el Estado se sitúa como estructura que trasmite el ansia de poder a la esfera internacional. Las relaciones internacionales serán más o menos conflictivas en función de las características internas de los Estados. En este enfoque hay una escasa validación empírica, se ha probado o experimentado pocas veces con los mismos resultados.

- Realismo estructural: es un modelo sistémico en contraposición a una explicación «reduccionista», donde existe una primacía de los condicionantes impuestos por la estructura internacional, se excluye los factores internos para simplificar la teoría y además se centra solo en las grandes potencias, donde hay más interés de acción internacional. Existen unos principios estructurales de las políticas internacionales, lo son la anarquía global, la autotutela por parte de los Estados y la distribución de poder —único que varía de un Estado a otro—. Existe un «modelo explicativo» donde la variable independiente sería la distribución de capacidades y la variable dependiente sería la estrategia adaptativa de los Estados, es decir, la emulación o innovación y el equilibrio de poder.

- Realismo defensivo: en este enfoque cobra importancia el equilibrio como balanza Ofensiva-Defensiva. La balanza puede ir de un lado a otro dependiendo de varios factores como: la geografía de los escenarios donde se den las ofensas o la defensa, los avances tecnológicos de los Estados y los ejércitos. Si hay o no recursos de interés valorados por el agresor; y también la capacidad de protección de fuerza. Aquí cobra mucha importancia para la defensa la presencia o la ausencia de Estados agresivos que puedan iniciar conflictos armados o bélicos. Si hay o no realmente amenaza real de otros Estados.

Las consecuencias son: que el entorno tiende a ser seguro. Hay recomendaciones de políticas defensivas. Los Estados prefieren mantener el status quo y apuestas por el equilibrio de poder para no estar en continuo enfrentamiento o bajo amenaza lo que supone un gasto infinito de defensa y seguridad. Además la conquista militar ya no es rentable y los Estados agresivos ya son una anomalía, ahora la amenaza proviene de grupos reducidos no de los Estados. Podemos encontrar teorías ad hoc para explicar el realismo defensivo: 
- - Mito del imperio de Jack Snyder, 1991: las premisas serían las siguientes: existen unas ganancias acumulables que son la expansión que es igual a mayor seguridad. La mejor y más evolucionada defensa, también el ataque. la agresividad contiene a los rivales y suscita el apoyo de terceros (bandwagoning). Se produce a consecuencia de la ambición de las élites políticas y económicas (dictaduras) y del autoconvencimiento.

- - Equilibrio de la amenaza de Stephen Walt, 1985: se sostiene en que la conducta de los Estados que pueden contrapesar al poderoso está condicionada por la percepción que tiene sobre él. De tal manera estará condicionado su defensa, sus acciones y su protección. Existen una serie de factores: el poder agregado, la proximidad geográfica de un Estado a otro más poderoso, las capacidades ofensivas y también importantes las intenciones ofensivas.

- Realismo ofensivo: es un enfoque estructural que se aplica a todas las grandes potencias. Tiene una serie de principios que lo caracterizan: las grandes potencias poseen capacidades ofensivas y pueden perjudicarse entre sí, los Estados no conocen con seguridad las intenciones de los demás Estados, las ganancias acumulables, la supervivencia es el principal objetivo, las grandes potencias no se contentan con un nivel adecuado de poder.

- Realismo neoclásico: existen en este enfoque varios tipos de variables: variables independientes serán las presiones del sistema internacional, las variables intervinientes son las del ámbito doméstico del Estado, y las dependientes serán el área de la política exterior de un Estado en un momento determinado. Hay unos factores estructurales: como son la distribución de poder o la interacción con Estados revisionistas. También existe un efecto indirecto a través de variables intervinientes domésticas, como son: la percepción de los técnicos decisiones políticos. La atención de las decisiones a diversos planos políticos. Depende también del consenso entre los actores sociales y la capacidad para extraer y emplear los recursos nacionales.

### Escuela inglesa
La escuela inglesa encuentra sus fuentes a comienzos del siglo XIX con autores como Graham Wallas o Alfred Zimmern. Su enfoque no es positivista sino más bien racional y normativo. Analiza las Relaciones Internacionales bajo el ángulo de la Gran Sociedad o sociedad internacional. Sobre estos puntos, se trata de una variante idealista de la escuela liberal que, a diferencia de los realistas, no se focaliza exclusivamente sobre las relaciones interestatales. Dos grandes variantes son perceptibles:
- Una corriente solidaria preeminente que pone el acento sobre el derecho internacional y sobre la seguridad colectiva.

- Una corriente particularista que pone más el acento en la cooperación interestatal.

Algunos autores importantes de este movimiento son: Henry Bull, Barry Buzan, Thimothy Dunne, Martin Wight.

### Neorrealismo estructural
Según el profesor de Geopolítica de la Universidad de las Américas con sede en la ciudad de Quito, el Estado continúa siendo un actor importante, mas no es el único determinante ya que adquiere relevancia el sistema internacional, pues se considera que es posible utilizar la guerra para lograr la paz, pero con límites. En este periodo surge la «teoría de la sospecha» y, por consiguiente, la guerra preventiva. Por tanto, se hace necesario realizar acuerdos regionales y supranacionales. Además surgen nuevos actores en el contexto internacional, como las organizaciones internacionales, las empresas transnacionales y actores atípicos como el terrorismo.
Uno de los autores más representativos de esta corriente es Kenneth Waltz.

### Neoliberalismo
A diferencia del liberalismo, que concibe a los Estados como los actores principales de las relaciones internacionales, el neoliberalismo afirma que hay una comunidad global gobernada por otros actores que gozan de mayor importancia, como las organizaciones no gubernamentales (ONG), las organizaciones internacionales y las organizaciones intergubernamentales (OIG), entre otros.
Sus autores más representativos son Robert Keohane y Joseph Nye.

#### Interdependencia compleja
A partir de los postulados se elabora un modelo ideal de la política mundial opuesto al modelo característico del realismo político. Se trata del modelo de interdependencia compleja. En la mayor parte de los casos, la realidad internacional responderá, según estos autores, a una situación intermedia entre ambos modelos, lo que no impide la necesidad del modelo de interdependencia compleja para analizar adecuadamente esa realidad.
Este modelo tiene tres características principales:
- a. La existencia de múltiples canales que conectan a las sociedades: se trata de las relaciones interestatales, las relaciones transgubernamentales y las relaciones transnacionales.

- b. La agenda de las relaciones interestatales consiste en múltiples problemas que no están ordenados en una jerarquía clara y consistente. Esta ausencia de jerarquía entre los problemas significa, entre otras cosas, que la seguridad militar no domina consistentemente la agenda. Muchos problemas surgen de lo que normalmente se considera política interior, y la distinción entre problemas internos y externos se diluye.

- c. La fuerza militar no es utilizada por los gobiernos, respecto de otros gobiernos dentro de la región o respecto de los problemas, cuando prevalece la interdependencia compleja. Sin embargo, puede ser importante en las relaciones de estos gobiernos con gobiernos de fuera de la región o respecto de otros problemas.

Estas tres características de la interdependencia compleja originan procesos políticos distintos, que traducen los recursos de poder en poder como control de resultados. Los objetivos variarían también en función de las áreas de problemas, al igual que la distribución de poder.

### Teoría crítica sudamericana
Elaborada por Marcelo Gullo, afirma que la hipótesis sobre la que reposan, conceptualmente, las relaciones internacionales «reside en el hecho de la existencia, en todo escenario regional o internacional, de una unidad política —o de un grupo de unidades políticas— que intenta imponer su voluntad a las otras unidades políticas que se ven obligadas, de esa forma, a optar entre la sumisión (subordinación) o la resistencia (insubordinación)». Para esta teoría uno de los problemas fundamentales de las relaciones internacionales es el de la identificación de los actores, dado que los comportamientos, los sistemas, las estructuras, los procesos de interacción, no pueden ser correctamente analizados sí, previamente, los actores no son claramente identificados. Errar en la identificación de los actores lleva, inexorablemente, a un análisis equivocado. Es por ese motivo que Gullo elabora dos tipos de actores ideales: las unidades políticas con asiento territorial (UPCAT) y las unidades políticas sin asiento territorial (UPSAT). Para la teoría crítica sudamericana «el concepto de UPCAT comprende a cualquier colectividad política organizada que posea el dominio efectivo de un territorio y el de UPSAT a cualquier individuo o grupo de individuos (organizados formal o informalmente) que, sin poseer —ni interesarles— el dominio efectivo formal de un territorio, intentan para cumplir sus fines, cualesquiera sean estos, imponer su voluntad a las UPCAT. No importa cuáles sean los fines últimos —religiosos, filantrópicos, económicos— de un individuo o de un grupo de individuos: si intentan cumplirlos a través de la imposición de su voluntad a todas las UPCAT presentes en el escenario internacional o a un grupo de ellas, ese individuo o ese grupo de individuos se convierte, de facto, en un actor de las relaciones internacionales».
Según Gullo, «mientras el concepto de UPCAT permite abarcar tanto a las ciudades mesopotámicas de Ur, Lagash, y Uruk, a las polis griegas, al califato islámico, a los imperio incaico, persa o romano, como a los actuales Estados-nación, el de UPSAT posibilita incluir desde los antiguos pueblos nómades hasta la moderna oligarquía financiera internacional». 
Además, el concepto de UPSAT, sostiene Marcelo Gullo «permite contener a organizaciones e incluso a individuos que —aunque sólo en especiales ocasiones históricas debido a su poder, prestigio o riqueza— son actores reales, aunque a veces pasen desapercibidos, de la política internacional, como el Vaticano o la masonería, la Comisión Trilateral o el Club Bilderberg, Al Qaeda o la Royal Dutch Shell, George Soros o el dalái lama».
Según la teoría crítica desde la periferia sudamericana, «en la dimensión del ser, el estudio de las relaciones internacionales consiste —en sustancia y principal aunque no exclusivamente— en el estudio de las relaciones de subordinación e insubordinación entre las distintas unidades políticas con asiento territorial (UPCAT) que conforman el escenario internacional y el estudio de las relaciones de subordinación e insubordinación entre estas y las unidades políticas sin asiento Territorial (UPSAT)». Mientras que para Marcelo Gullo, «en la dimensión del deber ser, el estudio de las relaciones internacionales consiste en el estudio del pensamiento y las acciones posibles para pasar de la confrontación a la solidaridad, es decir, en el estudio del pensamiento y las acciones posibles, para la construcción de una comunidad universal organizada de pueblos». 
Y es justamente en el plano del deber ser, afirma Gullo, «donde el estudio de las relaciones internacionales encuentra su razón práctica última, su misión trascendente, su razón metafísica».

#### Regímenes internacionales
La palabra «régimen» se refiere al modo de gobernarse en una cosa. Incluye a instituciones, reglamentos o prácticas de un gobierno en general. Se trata del conjunto de condiciones regulares o estables que acompañan o causan una sucesión de los fenómenos.
Las relaciones de interdependencia tienen lugar con frecuencia, y se ven afectadas en el marco de un conjunto de normas y procedimientos que regularizan el comportamiento y controlan sus efectos. Estas series de acuerdos de gobiernos que afectan las relaciones de interdependencia constituyen lo que los expertos denominan «regímenes internacionales».
En cuanto a la expresión de la interdependencia compleja que caracteriza hoy a las relaciones internacionales, marcadas por el juego conjunto de las relaciones diplomático-estratégicas y de las relaciones económico-internacionales, la teoría de los regímenes internacionales constituye uno de los desarrollos teóricos más interesantes de la década de los años ochenta del siglo XX.
La teoría de los regímenes internacionales pretende explicar, en un contexto complejo en el que el conflicto continúa siendo una realidad, las situaciones de orden existentes en un campo concreto de actividad internacional. Keohane y Nye definen los regímenes internacionales, en este sentido como redes de reglas, normas y procedimientos que regulan el comportamiento y controlan sus efectos.
La teoría de los regímenes internacionales viene a representar, de alguna forma, una aproximación o reconciliación entre las interpretaciones realista e idealista, o mejor, neorrealista y globalista de las relaciones internacionales, entrando de lleno en la corriente actualmente dominante en este campo que afirma el pluralismo paradigmas.
Justo, la pluralidad paradigmática que surge después de la Guerra Fría, posibilita el acercamiento o encuentro de las diferentes corrientes explicativas de las relaciones internacionales, ya que estudian la misma realidad, pero desde perspectivas distintas sin estar totalmente alejadas, pues el eje central del análisis continuó siendo el Estado, a la par de otros actores que se han ido incorporando gracias a la globalización, proceso que evidentemente requiere otra forma de ser explicado, al igual que las mismas Relaciones Internacionales que ahora también se ocupan de mirar al mundo tomando en consideración temas como el medio ambiente, género, cultura, entre otros.
El derecho internacional público es un conjunto normativo que regula las relaciones entre sujetos internacionales. Su marco jurídico son los tratados y acuerdos, sus principios básicos son:
1. Respeto a la soberanía de los Estados.
2. La no intervención e injerencia.
3. Respeto a los acuerdos y tratados.

### Hermenéutica
A partir de la publicación en 1981 de su obra fundamental, la Teoría de la acción comunicativa, Jurgen Habermas ha extendido sus análisis y reflexiones hacia la fundamentación de la ética discursiva, la defensa de la democracia deliberativa y de los principios del Estado de derecho, así como hacia las bases normativas requeridas para configurar e incluso constitucionalizar una esfera pública mundial en que las relaciones internacionales puedan establecerse en un plano de verdadera comprensión común:

Sospecho que se debería introducir otra forma de separación de poderes. También pienso, por supuesto, que tales transformaciones de las instituciones políticas deberán realizarse en el marco de los principios constitucionales hoy reconocidos, fundándose en el contenido universal de esos principios.

Con este propósito Habermas ha establecido una forma de negociar abierta que permite que todos los aspectos de los problemas internacionales puedan resolverse (si realmente se quiere resolverlos). Siendo parte de este diálogo la sociedad civil, sobre todo en aquellos espacios donde ni el Estado ni el mercado ni las instituciones como tal, han respondido adecuadamente para dar solución a los temas de fondo que atañen a la población como la pobreza, la migración etc. Por ello resulta de vital importancia crear un diálogo entre todos los involucrados con canales y códigos de comunicación claros y comunes.

### Enfoques críticos
Al margen de las presuposiciones o enfoques sustantivos que caracterizan las diferentes escuelas en el estudio de las relaciones internacionales, también se han desarrollado estudios críticos que exploran la relación entre la institucionalización de la disciplina académica y los intereses de los gobiernos nacionales. En White World Order, Black Power Politics, Robert Vitalis muestra la conexión entre la disciplina de Relaciones Internacionales y los proyectos imperialistas y coloniales, mientras que otros académicos han explorado la emergencia de la disciplina en el contexto de la consolidación de nuevos Estados-nación en el Sur Global, como Brasil o India.